# Tetragnatha linyphioides
Tetragnatha linyphioides är en spindelart som beskrevs av Karsch 1878. Tetragnatha linyphioides ingår i släktet sträckkäkspindlar, och familjen käkspindlar.
Artens utbredningsområde är Moçambique. Inga underarter finns listade i Catalogue of Life.